# (8249) Gershwin
(8249) Gershwin est un astéroïde de la ceinture principale.

## Description
(8249) Gershwin est un astéroïde de la ceinture principale. Il fut découvert par Antonín Mrkos le 13 avril 1980 à l'observatoire Kleť. Il présente une orbite caractérisée par un demi-grand axe de 2,38 UA, une excentricité de 0,179 et une inclinaison de 6,1° par rapport à l'écliptique.
Cet astéroïde est nommé en hommage au compositeur américain George Gershwin (1898-1937).

## Compléments